# عار الطيران
عار الطيران هي حركة اجتماعية مناهضة للطيران، تهدف إلى تقليل التأثير البيئي للطيران. يشير عار الطيران إلى عدم ارتياح الفرد تجاه الانخراط في الاستهلاك المفرط للطاقة الذي يحدثه الطيران ويساهم بمفاقمة المشكلة المناخية. بدأت في عام 2018 في السويد واكتسبت زخمًا في العام التالي في جميع أنحاء شمال أوروبا. وتثني هذه الحركة الناس عن الطيران لخفض انبعاثات الكربون لإحباط تغير المناخ.